# Cristina Gutiérrez-Cortines Corral
Cristina Gutiérrez-Cortines Corral (Madrid 17 de desembre de 1939) és una historiadora i política espanyola. Es doctorà en Història de l'Art i ha treballat com a catedràtica a la Universitat de Múrcia. La seva àrea de recerca es concentra en la investigació en art, arquitectura, urbanisme i història de la ciutat a les noves tecnologies.
De 1978 a 1993 ha estat directora d'Aula i Cultura de la Universitat de Múrcia, de 1989 a 1995 directora de l'aula d'humanitats del diari La Verdad de Múrcia i de 1986 a 1996 secretària del comitè espanyol d'història de l'art (1986- 1996). De 1995 al 1999 fou consellera d'Educació i Cultura al Govern de la Regió de Múrcia pel Partit Popular.
Amb aquest mateix partit fou elegida diputada a les eleccions al Parlament Europeu de 1999, 2004 i 2009. Dins del Parlament Europeu va ser, fins al 2014, membre de la Comissió de Medi ambient, Salut Pública i Seguretat Alimentària i de la Delegació per a les Relacions amb els Països del Sud-est Asiàtic i l'Associació de Nacions del Sud-est Asiàtic (ASEAN).

## Obres
- Arquitectura, economía e iglesia en el siglo XVI: (Murcia y su entorno) (1987) ISBN 84-85434-34-X
- Renacimiento y arquitectura religiosa en la antigua diócesis de Cartagena: (Reyno de Murcia, Gobernación de Orihuela i Sierra del Segura) (1987) ISBN 84-600-4868-3
- Murcia: una mirada al pasado (amb altres, 1991) ISBN 84-7782-182-8
- Desarrollo sostenible y patrimonio histórico y natural : una nueva mirada hacia la renovación del pasado (coordinadora, 2002) ISBN 84-95516-54-3